# 종신 대통령
종신 대통령(終身 大統領, president for life)은 일부 독재국가에서 임기가 종신직이거나, 정해진 임기가 있더라도 선출 횟수의 제한이 없으면서 지위를 도전받을 가능성이 없는 직위를 말한다.

## 예시

### 아시아

#### 대한민국
박정희는 유신헌법을 통해 통일주체국민회의의 간선제로 대통령을 선출하게 함으로써 실질적인 종신 대통령에 올랐다. 당시 통일주체국민회의 대의원은 시민이 선거하긴 했으나, 정당의 지지 표명등이 금지되는등의 제도로 인해 도전 가능성이 없었다. 실제 대의원의 간접선거 투표도 무효를 빼면 만장일치로 박정희를 뽑았다.
- 이승만
- 박정희

#### 베트남
- 호치민

#### 중화민국
- 위안스카이
- 장제스
- 장징궈

### 유럽

#### 독일
- 아돌프 히틀러